# لينغلنغن
لينغلنغين (بالنرويجية: Lenglingen) هي بحيرة تقع في بلدية ليرن في مقاطعة نور تروندلاغ، النرويج. تبلغ مساحتها 16.9 كيلومتر مربع (6.5 ميل مربع)، ومصدر المياه فيها بحيرات هولدن وغوسفاتنه، ثم تتدفق المياه من لينغلنغين جنوباً إلى بحيرة أولن. تقع قرية سورلي على الساحل الجنوبي الشرقي للبحيرة.

## وصلات خارجية
http://no.geoview.info/lenglingen,3147751